# Matías Sarulyte
Matías Sarulyte (Colón, Buenos Aires, Argentina, 13 de marzo de 1989) es un futbolista argentino. Juega como defensa central y actualmente juega en Club Atlético Tiro Federal de Chascomus.  
Su padre es el exfutbolista y actual DT Juan Andrés Sarulyte (que como jugador estuvo en inferiores de Independiente de Avellaneda y luego jugó en Racing Club y Santiago Wanderers de Chile, también en la Liga Regional de Colón y que dirigiría después en varios clubes de El Salvador). Matías comenzó en el Club Barracas de Colón donde estuvo tres años, después Óscar Mombiela lo llevó a Ferré. Luego de ahí pasó a Estudiantes LP.
Arribó a Estudiantes de La Plata, dirigido por Alejandro Sabella, en noviembre del año 2009. Estuvo cerca de ser incluido en la lista de jugadores que viajaron a Emiratos Árabes Unidos para disputar el Mundial de Clubes en diciembre de ese mismo año, pero el cuerpo técnico terminó optando por la presencia de Juan Huerta para el torneo intercontinental.
Tanto en Olimpo, Arsenal y Quilmes tuvo gran participación en el equipo titular, siendo un pilar importante, y manteniendo cierta regularidad.
En 2019 fue contratado por Aurich para que sea la figura del plantel profesional, y el jugador más representativo debido a su extensa trayectoria en el fútbol de la Argentina.
Dejando atrás su periplo por el fútbol peruano, en enero de 2020, fue anunciado por el Club Atlético Boca Unidos como nueva incorporación. Buscará darle experiencia al equipo, junto a Miguel Caneo, Brian Lluy, Antonio Medina, Leonardo Baroni, Martín Fabbro y Cristian Núñez.

## Estadísticas

### Clubes
- Actualizado hasta el 23 de julio de 2023.

| Estudiantes (LP) Argentina | 1.ª                 | 2008-09             | 3   | 0 | - | - | - | - | 3   | 0 | 0,00 |
| Estudiantes (LP) Argentina | 1.ª                 | 2009-10             | 0   | 0 | - | - | - | - | 0   | 0 | 0,00 |
| Estudiantes (LP) Argentina | 1.ª                 | 2010-11             | 4   | 2 | - | - | - | - | 4   | 2 | 0,50 |
| Estudiantes (LP) Argentina | 1.ª                 | 2011-12             | 21  | 2 | 2 | 0 | 0 | 0 | 23  | 2 | 0,08 |
| Estudiantes (LP) Argentina | 1.ª                 | 2012-13             | 7   | 0 | 0 | 0 | - | - | 7   | 0 | 0,00 |
| Estudiantes (LP) Argentina | Total club          | Total club          | 35  | 4 | 2 | 0 | 0 | 0 | 37  | 4 | 0,10 |
| Olimpo Argentina | 1.ª                 | 2013-14             | 12  | 2 | 0 | 0 | - | - | 12  | 2 | 0,16 |
| Olimpo Argentina | Total club          | Total club          | 28  | 0 | - | - | - | - | 28  | 0 | 0,00 |
| Arsenal Argentina | 1.ª                 | 2014                | 10  | 1 | 0 | 0 | - | - | 10  | 1 | 0,10 |
| Arsenal Argentina | 1.ª                 | 2015                | 21  | 1 | 0 | 0 | 1 | 0 | 22  | 1 | 0,04 |
| Arsenal Argentina | Total club          | Total club          | 31  | 2 | 0 | 0 | 1 | 0 | 32  | 2 | 0,10 |
| San Martín (SJ) Argentina | 1.ª                 | 2016                | 0   | 0 | 1 | 0 | - | - | 1   | 0 | 0,00 |
| San Martín (SJ) Argentina | Total club          | Total club          | 0   | 0 | 1 | 0 | - | - | 1   | 0 | 0,00 |
| Quilmes Argentina | 1.ª                 | 2016-17             | 25  | 0 | 1 | 0 | - | - | 26  | 0 | 0,00 |
| Quilmes Argentina | Total club          | Total club          | 25  | 0 | 1 | 0 | - | - | 26  | 0 | 0,00 |
| Sarmiento (J) Argentina | 2.ª                 | 2017-18             | 8   | 0 | 1 | 0 | - | - | 9   | 0 | 0,00 |
| Sarmiento (J) Argentina | Total club          | Total club          | 8   | 0 | 1 | 0 | - | - | 9   | 0 | 0,00 |
| Douglas Haig Argentina | 3.ª                 | 2018-19             | 13  | 0 | - | - | - | - | 13  | 0 | 0,00 |
| Douglas Haig Argentina | Total club          | Total club          | 13  | 0 | - | - | - | - | 13  | 0 | 0,00 |
| Juan Aurich · Perú | 2.ª                 | 2019                | 18  | 0 | 3 | 0 | - | - | 21  | 0 | 0,00 |
| Juan Aurich · Perú | Total club          | Total club          | 18  | 0 | 3 | 0 | - | - | 21  | 0 | 0,00 |
| Boca Unidos Argentina | 3.ª                 | 2019-20             | 6   | 0 | 1 | 0 | - | - | 7   | 0 | 0,00 |
| Boca Unidos Argentina | Total club          | Total club          | 6   | 0 | 1 | 0 | - | - | 7   | 0 | 0,00 |
| Camioneros Argentina | 3.ª                 | 2021                | 1   | 0 | 0 | 0 | - | - | 1   | 0 | 0,00 |
| Camioneros Argentina | Total club          | Total club          | 1   | 0 | 0 | 0 | - | - | 1   | 0 | 0,00 |
| Deportivo Español Argentina | 4.ª                 | 2022                | 4   | 0 | - | - | - | - | 4   | 0 | 0,00 |
| Deportivo Español Argentina | Total club          | Total club          | 4   | 0 | - | - | - | - | 4   | 0 | 0,00 |
| Berazategui Argentina | 4.ª                 | 2023                | 19  | 0 | - | - | - | - | 19  | 0 | 0,00 |
| Berazategui Argentina | Total club          | Total club          | 19  | 0 | - | - | - | - | 19  | 0 | 0,00 |
| Total en su carrera | Total en su carrera | Total en su carrera | 188 | 6 | 9 | 0 | 1 | 0 | 198 | 6 | 0,03 |
| (1) Las copas nacionales se refiere a la Copa Argentina y a la Copa Bicentenario. (2) Las copas internacionales se refiere a la Copa Libertadores y a la Copa Sudamericana. (3) Media de goles por encuentro. No incluye goles en partidos amistosos. |                     |                     |     |   |   |   |   |   |     |   |      |

## Palmarés

### Distinciones individuales
| Distinción                                                                | Año  |
| ------------------------------------------------------------------------- | ---- |
| Preseleccionado como defensa en el mejor once de la Liga 2 según la SAFAP | 2019 |